# Sant'Angelo del Pesco
Sant'Angelo del Pesco là một đô thị ở tỉnh Isernia trong vùng Molise, có cự ly khoảng 50 km về phía tây bắc của Campobasso và khoảng 30 km về phía bắc của Isernia. Tại thời điểm ngày 31 tháng 12 năm 2004, đô thị này có dân số 394 và diện tích là 15,5 km².
Đô thị Sant'Angelo del Pesco có các frazione (subdivision) Canala.
Sant'Angelo del Pesco giáp các đô thị: Borrello, Capracotta, Castel del Giudice, Gamberale, Pescopennataro, Pizzoferrato, Quadri.